# Lautpoesie

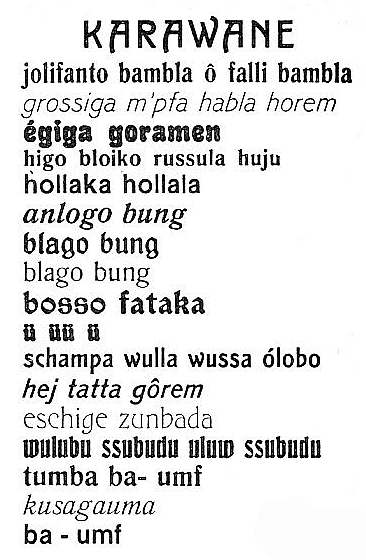
Hugo Balls Gedicht Karawane (1917), Typografie der Erstveröffentlichung, 1920

Lautpoesie (auch akustische oder phonetische Poesie bzw. Dichtung) ist eine Gattung der modernen Lyrik, die auf sprachlichen Sinn ganz oder zu einem erheblichen Teil verzichtet. Analog zur abstrakten Malerei versucht die Lautpoesie, die Sprache nicht in abbildender beziehungsweise inhaltlich-bezeichnender Funktion, sondern rein formal als Lautmaterial anzuwenden. Die Lyrik nähert sich dadurch konsequent – in dem Maße, in dem Semantik verschwindet und der Klang in den Vordergrund tritt – stark der Musik an.

## Geschichte
Vorläufer der Lautpoesie lassen sich schon in der Literatur der römischen Antike, des Mittelalters und dann vor allem des Barocks (z. B. Johann Klaj, s. u.) finden. Allen diesen Vorläufern ist jedoch gemein, dass sie den sprachlichen Klang gegen den nach wie vor erkennbaren Wortsinn entweder ausspielen (um so parodistische oder rein komische Effekte zu erzeugen), oder dass sie vereinzelte Stilübungen sind (gerade in der Literatur des späten Mittelalters), in denen ein Dichter anhand eines weitgehend sinnentleerten Musterstücks vorführt, wie virtuos er die formalen Register der Dichtung beherrscht.
Radikalisiert wurden Ende des 19. Jahrhunderts diese Vorläufer durch den Symbolismus, dessen Dichter, sprachspielerisch und auf Wohlklang abzielend, nicht selten in ihren Gedichten zwar noch einen ahnbaren Wortsinn hinterließen, der jedoch häufig so hermetisch oder auch banal war, dass der manieristische Form- und Lautwert in den Vordergrund trat.
Der Übergang zur eigentlichen Lautpoesie fand in der deutschen Literatur statt durch Christian Morgenstern – in Gedichten wie Das große Lalula, Lunovis (Das Mondschaf) oder Der Rabe Ralf (wobei Morgenstern mit Fisches Nachtgesang zugleich eines der ersten Beispiele Konkreter Poesie verfasste). Dem folgten die Dichter des Dada, beispielsweise Hugo Ball mit Karawane, oder Johannes Theodor Baargeld mit Bimmelresonnanz II. Die bedeutendsten Lautgedichte dieser Zeit stammen von Raoul Hausmann und Kurt Schwitters, allen voran die Ursonate, die über mehrere Sätze hinweg aus keinem Wort, sondern nur aus Silben aufgebaut ist.
Ende der 1950er Jahre begannen deutschsprachige Schriftsteller der zweiten Avantgarde solche Stilmittel wiederzuentdecken. Zu den wichtigsten Vertretern der Lautpoesie dieser Zeit gehörten Franz Mon, Gerhard Rühm, Oskar Pastior und Ernst Jandl.
Außerhalb des deutschsprachigen Raumes formierte sich ab 1958 eine internationale Szene an experimentellen Lautpoeten, die sich zunehmend von der Verschriftlichung der vokalen Klänge lösen wollten. Ab 1964 gab der französische Dichter Henri Chopin das Schallplattenmagazins „revue OU“ heraus, das vor allem den Innovatoren der elektronischen Lautpoesie gewidmet war. Außer Chopins radikalen Tonbandstücken kamen Poeten wie François Dufrêne, Bernard Heidsieck, Bob Cobbing, William S. Burroughs, Paul de Vree, Charles Amirkhanian und Raoul Hausmann zur Veröffentlichung.
Drei Jahre später begann die schwedische Künstlervereinigung Fylkingen mit der Organisation der sogenannten Text-Sound-Festivals. Als Text-Sound Composition bezeichneten Bengt Emil Johnson, Lars-Gunnar Bodin, Sten Hanson, Åke Hodell und Öyvind Fahlström ein Kontinuum zwischen Sprache oder Literatur auf der einen Seite und Musik auf der anderen. Den Katalysator zwischen diesen beiden Polen bildete hierbei oft der Einsatz von elektroakustischen Gerätschaften oder besonderen Aufnahmetechniken. Auch hier wurde die Loslösung vom Text angestrebt, als Medium fungierte die Schallplatte oder das Tonband.
In neuerer Zeit spielt die Lautpoesie eine nicht geringe Rolle in der Slam-Poetry- und Rap-Szene, was, da sich Rap unter anderem von der Scat-Tradition des Jazz herleitet, naheliegend ist und zu einer Fusion von avantgardistischen Strömungen der Hochkultur der klassischen Moderne und populären Traditionen der Lautpoesie geführt hat.
Ende des 20. und am Beginn des 21. Jahrhunderts begannen sich Lautpoeten der gestalterischen Möglichkeiten der digitalen Technologien zu bedienen. Performer wie der französische Klangkünstler Joachim Montessuis, der Lautpoet und Komponist Jaap Blonk aus Holland, die norwegische Musikerin Maja Ratkje sowie Jörg Piringer aus Österreich und die Deutschen Dirk Hülstrunk und Michael Lentz verwenden bei ihren Live-Auftritten Computer, elektronische Effekte und Sampler, um die Ausdrucksmöglichkeiten der menschlichen Stimme zu erweitern.

## Beispiele

### Johann Klaj
Der kekke Lachengekk koaxet/krekkt/und quakkt/

Des Krippels Krückenstockk krokkt/grakkelt/humpt und zakkt/

Des Gukkuks Gukken trotzt dem Frosch und auch die Krükke.

Was knikkt und knakkt noch mehr? kurtz hier mein Reimgeflikke.
Johann Klaj: Fortsetzung Der Pegnitz-Schäferey, Nürnberg 1645

### Paul Scheerbart
Monolog des verrückten Mastodons
Zépke! Zépke!

Mekkimápsi – muschibróps.

Okosôni! Mamimûne .......

Epakróllu róndima sêka, inti .... windi .... nakki; pakki salône hepperéppe – hepperéppe!!

Lakku – Zakku – Wakku – Quakku ––– muschibróps.

Mamimûne – lesebesebîmbera – roxróx – roxróx!!!

––––––––––––––––––––––––––––––––––––––––––––––

Quilliwaûke?

Lesebesebîmbera – surû – huhû

### Christian Morgenstern
Das große Lalula
Kroklokwafzi? Semememi!

Seiokrontro -- prafriplo:

Bifzi, bafzi; hulalemi:

quasti basti bo…

Lalu lalu lalu lalu la!
Hontraruru miromente

zasku zes rü rü?

Entepente, leiolente

klekwapufzi lü?

Lalu lalu lalu lalu la!
Simarar kos malzipempu

silzuzankunkrei (;)!

Marjomar dos: Quempu Lempu

Siri Suri Sei [ ]!

Lalu lalu lalu lalu la!
Christian Morgenstern: Galgenlieder, Berlin 1905

### Hugo Ball
brulba dori daula dalla

sula lori wauga malla

lori damma fusmalu
Dasche mame came rilla

schursche saga moll vasvilla

suri pauge fuzmalu
Dolli gamba bokamufti

sabel ize spogagufti

palazuma polja gei
mula dampe dori villa

alles virds schavi drestilla

offi lima dozapau
pozadau

## Film
- Maulkonzert/Akustische Poesie. Eine Produktion des Saarländischen Rundfunks, 60 Minuten, 1977. Buch und Regie: Klaus Peter Dencker